# Cartosat-2D
Cartosat-2D ist ein indischer Erdbeobachtungssatellit aus der Indian-Remote-Sensing-Reihe. Sein Start erfolgte am 15. Februar 2017 um 3:58 UTC mit einer PSLV-C37-Rakete vom Raketenstartplatz Satish Dhawan Space Centre auf Sriharikota aus. Neben Cartosat-2D wurden 103 Minisatelliten (96 aus den USA, zwei aus Indien und je einer aus den Niederlanden, der Schweiz, Israel, Kasachstan und den VAE) ins All gebracht. Die Gesamtnutzlast betrug 1378 kg. Er umkreist die Erde in einer sonnensynchronen Bahn und ist mit einer panchromatischen Kamera ausgerüstet, die Bilder im Spektralbereich von 500 bis 850 nm, mit einer Schwadbreite von 9,6 bis 400 km (durch Neigung der Kamera) und einer Auflösung von 0,65 m liefert. Daneben ist eine Vierkanal Multispektralkamera (Spektralbereiche 0,43–0,52 µm, 0,52–0,61 µm, 0,61–0,69 µm, 0,76–0,90 µm), einer Schwadbreite von 10 km (bis 400 km durch Schwenken der Kamera) und einer Auflösung von 2 m. Die geplante Lebensdauer des Satelliten liegt bei fünf Jahren.